# Liste des monuments historiques de Lot-et-Garonne
Cet article recense les monuments historiques du département de Lot-et-Garonne, en France.

## Statistiques
Au 21 juillet 2025, le département de Lot-et-Garonne compte 404 édifices comportant au moins une protection au titre des monuments historiques, dont 101 sont classés et 325 sont inscrits. Le total des monuments classés et inscrits est supérieur au nombre total de monuments protégés car plusieurs d'entre eux sont à la fois classés et inscrits.
Pour les monuments historiques de la commune d'Agen, voir la liste des monuments historiques d'Agen.
De par leur implantation, certains monuments sont partagés entre deux communes et sont donc indiqués deux fois. C'est le cas du moulin Henri IV entre Barbaste et Nérac, du vieux pont sur le Dropt entre Agnac et La Sauvetat-du-Dropt, du pont de Tauziète entre Andiran et Nérac, du pont-canal d'Agen entre Agen et Le Passage, et du pont-canal sur la Baïse entre Feugarolles et Vianne.

## Liste
Pour des raisons de taille, la liste est découpée en deux :
- communes débutant de A à L : liste des monuments historiques de Lot-et-Garonne (A-L) ;
- communes débutant de M à Z : liste des monuments historiques de Lot-et-Garonne (M-Z).